# Amnirana fonensis
Amnirana fonensis là một loài ếch thuộc họ Ranidae.
Đây là loài đặc hữu của Guinea.
Môi trường sống tự nhiên của chúng là rừng ẩm vùng đất thấp nhiệt đới hoặc cận nhiệt đới.
Chúng hiện đang bị đe dọa vì mất môi trường sống.

## Hình ảnh

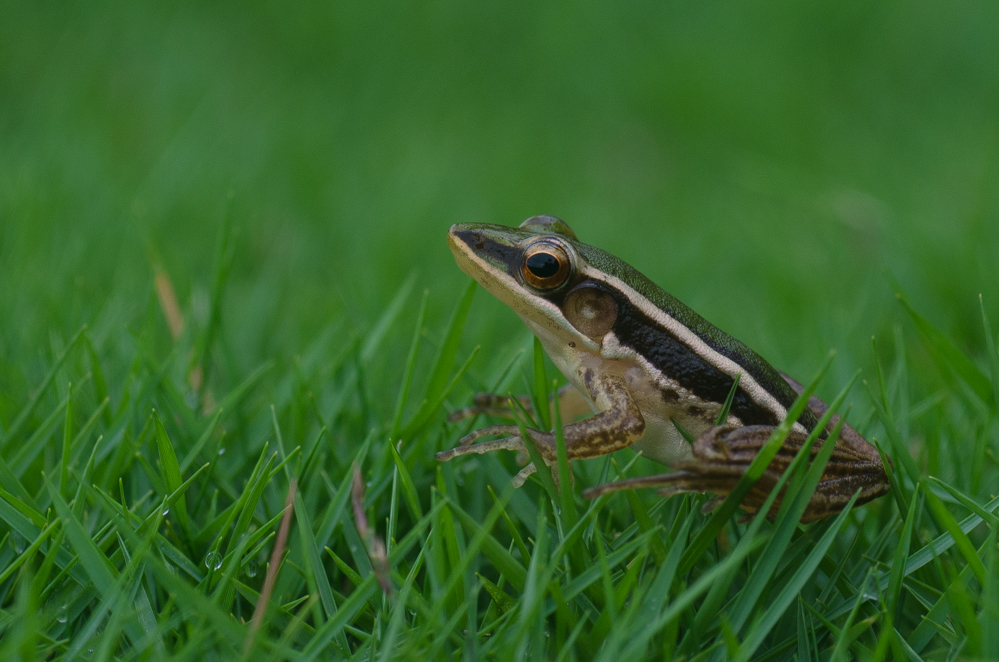